# Patty Loveless

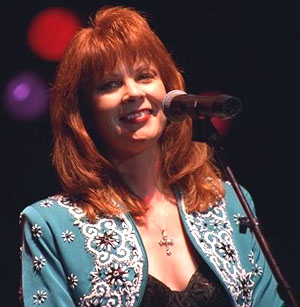
Patty Loveless, 1990er Jahre

Patty Loveless (* 4. Januar 1957 als Patricia Lee Ramey in Pikeville, Kentucky) ist eine US-amerikanische Country-Sängerin und zweifache Grammy-Preisträgerin, die in den 1990er Jahren mit über sechs Millionen verkauften CDs zu den erfolgreichsten Country-Interpreten ihrer Heimat gehörte.

## Biografie
Loveless wuchs in bescheidenen Verhältnissen in der kleinen Stadt Pikeville in den Appalachen auf. Ihr Vater arbeitete in einer Kohlenmine. Durch ihn kam sie mit Country und Bluegrass in Berührung. Die Musik der Stanley Brothers, Lester Flatt & Earl Scruggs und Bill Monroe prägten die Sängerin bereits als Kind. Mit ihrem Bruder Roger trat Loveless als Duo auf, bevor sie als Teenager die Gelegenheit bekam, mit den Wilburn Brothers zu singen. Sie heiratete den Drummer der Brüder, Terry Lovelace, und zog mit ihm 1976 nach North Carolina. Dort sang sie viele Jahre in einer lokalen Coverband und machte Erfahrungen mit Alkohol und anderen Drogen.
1985, im selben Jahr als ihre Ehe geschieden wurde, nahm sie ihr erstes Demo-Band auf. Sie zog nach Nashville, Tennessee und wurde schon bald von der Plattenfirma MCA entdeckt, die sie unter Vertrag nahm. Noch im selben Jahr hatte sie mit Lonely Days, Lonely Nights ihren ersten kleineren Hit in den Country-Charts, dem 1986 weitere folgten. 1987 veröffentlichte sie mit Patty Loveless ihr Debütalbum. Bereits in dieser Zeit wurde sie von Emory Gordy, Jr. produziert, den sie im Februar 1989 heiratete. Der Durchbruch gelang Patty Loveless erst 1988 nach einem Manager-Wechsel mit dem Album If My Heart Had Windows. Ihre Mischung aus traditionellen Klängen, Rock-’n’-Roll-Fragmenten und Fremdkompositionen machten die Sängerin nicht nur beim Publikum beliebt, sondern auch zu einem Liebling der Kritiker, die sie zur Neuen-Traditionalisten-Bewegung der 1980er Jahre zählen.
Mit If My Heart Had Windows, dem Steve-Earle-Titel A Little Bit in Love und Blue Side of Town hatte sie 1988 ihre ersten Top-Ten-Hits in den Country-Charts. Im selben Jahr wurde sie ständiges Mitglied in der Grand Ole Opry. Im Jahr darauf wurde sie mit Timber I'm Falling in Love erstmals auf Platz eins notiert. Das dazugehörige Album Honky Tonk Angel (1988) hielt sich über 100 Wochen in den Charts, erhielt Platin für eine Million verkaufter Platten und erbrachte mit Chains eine weitere Nummer eins (1990). Bis 1992 blieb Loveless dem Label MCA treu und hatte dort noch einige Top-Ten-Hits. Bereits in dieser Zeit bemerkte sie Probleme mit ihrer Stimme. Im Herbst 1992, die Probleme hatten sich mittlerweile zugespitzt, wurde an ihren Stimmbändern ein Aneurysma festgestellt. Loveless wurde operiert und nach Monaten ohne Sprechen, geschweige denn Singen, konnte sie ihre Karriere als Sängerin wieder aufnehmen. Noch im Sommer 1993 spielte sie das Album Only What I Feel ein, das bei Epic erschien. Das Album verkaufte sich so gut wie keine ihrer vorherigen Platten und die erste Single-Auskopplung Blame It on Your Heart klettert wieder auf Platz eins.
Der größte Erfolg gelang ihr 1995, als ihr Album When the Fallen Angels Fly mit dem CMA-Award als "Album of the Year" ausgezeichnet wurde. Es war erst das zweite Mal, dass eine Frau diesen Award erhielt (nach Anne Murray 1984). Im Jahr darauf wurde sie nochmals ausgezeichnet, diesmal als beste Sängerin. Die Singles You Can Feel Bad und Lonely Too Long aus dem Album The Trouble with the Truth waren ihre bislang letzten Nummer-eins-Hits in den Country-Charts.
Loveless sang außerdem Duette mit George Jones (You Don't Seem to Miss Me, 1997) und Vince Gill (My Kind of Woman, My Kind of Man, 1999), die die Top 30 der Charts erreichten. Die besten Kritiken ihrer Karriere erntete Loveless 2001 für das Bluegrass-Album Mountain Soul, das so gar nichts mit dem zeitgenössischen Popmusik-Trend in der Country-Musik zu tun hatte.
2009 veröffentlichte sie mit Mountain Soul II ein weiteres Bluegrass-beeinflusstes Album, das mit einem Grammy in der entsprechenden Kategorie ausgezeichnet wurde. Loveless tritt nach wie vor live auf, hat aber seit 2009 kein neues Album veröffentlicht.
Loveless ist eine entfernte Cousine von Loretta Lynn und deren Schwester Crystal Gayle.

## Diskografie

### Alben
| Jahr | Titel Musiklabel                                  | Höchstplatzierung, Gesamtwochen, AuszeichnungChartplatzierungen (Jahr, Titel, Musiklabel, Platzierungen, Wochen, Auszeichnungen, Anmerkungen) | Höchstplatzierung, Gesamtwochen, AuszeichnungChartplatzierungen (Jahr, Titel, Musiklabel, Platzierungen, Wochen, Auszeichnungen, Anmerkungen) | Anmerkungen |
| Jahr | Titel Musiklabel                                  | US | Country | Anmerkungen |
| ---- | ------------------------------------------------- | --- | --- | ----------- |
| 1987 | Patty Loveless MCA                                | — | Country35 (12 Wo.)Country |             |
| 1988 | If My Heart Had Windows MCA                       | — | Country33 (36 Wo.)Country |             |
| 1989 | Honky Tonk Angel MCA                              | US— PlatinUS | Country7 (101 Wo.)Country |             |
| 1990 | On Down The Line MCA                              | US— GoldUS | Country12 (65 Wo.)Country |             |
| 1991 | Up Against My Heart MCA                           | US151 (11 Wo.)US | Country27 (48 Wo.)Country |             |
| 1993 | Greatest Hits MCA                                 | US— GoldUS | Country60 (7 Wo.)Country | Kompilation |
| 1994 | Only What I Feel Epic                             | US63 Platin · (45 Wo.)US | Country9 (82 Wo.)Country |             |
| 1994 | When Fallen Angels Fly Epic                       | US60 Platin · (46 Wo.)US | Country8 (91 Wo.)Country |             |
| 1996 | The Trouble With The Truth Epic                   | US86 Platin · (43 Wo.)US | Country10 (88 Wo.)Country |             |
| 1997 | Long Stretch Of Lonesome Epic                     | US68 Gold · (16 Wo.)US | Country9 (49 Wo.)Country |             |
| 1999 | Classics Epic                                     | US99 Gold · (8 Wo.)US | Country6 (40 Wo.)Country | Kompilation |
| 2000 | Strong Heart Epic                                 | US123 (2 Wo.)US | Country13 (24 Wo.)Country |             |
| 2001 | Mountain Soul Epic                                | US159 (7 Wo.)US | Country19 (81 Wo.)Country |             |
| 2002 | Bluegrass & White Snow: A Mountain Christmas Epic | US172 (2 Wo.)US | Country20 (9 Wo.)Country |             |
| 2003 | On Your Way Home Epic                             | US77 (3 Wo.)US | Country7 (21 Wo.)Country |             |
| 2005 | Dreamin’ My Dreams Epic                           | US175 (1 Wo.)US | Country29 (7 Wo.)Country |             |
| 2008 | Sleepless Nights Saguaro Road                     | US86 (2 Wo.)US | Country13 (22 Wo.)Country |             |
| 2009 | Mountain Soul II Saguaro Road                     | US91 (4 Wo.)US | Country19 (19 Wo.)Country |             |

Weitere Alben
- 1996: Patty Loveless Sings Songs of Love, Kompilation (MCA)
- 2005: The Definitive Collection, Kompilation (MCA)
- 2007: 16 Biggest Hits, Kompilation (Epic)

### Singles
| Jahr | Titel Album                                                  | Höchstplatzierung, Gesamtwochen, AuszeichnungChartplatzierungen (Jahr, Titel, Album, Platzierungen, Wochen, Auszeichnungen, Anmerkungen) | Höchstplatzierung, Gesamtwochen, AuszeichnungChartplatzierungen (Jahr, Titel, Album, Platzierungen, Wochen, Auszeichnungen, Anmerkungen) | Anmerkungen                                |
| Jahr | Titel Album                                                  | US | Country | Anmerkungen                                |
| ---- | ------------------------------------------------------------ | --- | --- | ------------------------------------------ |
| 1985 | Lonely Days Lonely Nights Patty Loveless                     | — | Country46 (10 Wo.)Country |                                            |
| 1986 | Wicked Ways Patty Loveless                                   | — | Country49 (10 Wo.)Country |                                            |
| 1987 | After All Patty Loveless                                     | — | Country43 (10 Wo.)Country |                                            |
| 1987 | I Did Patty Loveless                                         | — | Country56 (8 Wo.)Country |                                            |
| 1987 | You Saved Me If My Heart Had Windows                         | — | Country43 (11 Wo.)Country |                                            |
| 1988 | A Little Bit In Love If My Heart Had Windows                 | — | Country2 (20 Wo.)Country |                                            |
| 1988 | If My Heart Had Windows                                      | — | Country10 (20 Wo.)Country |                                            |
| 1989 | Chains Honky Tonk Angel                                      | — | Country1 (27 Wo.)Country | eine Woche auf Platz 1 der Country Charts  |
| 1989 | Blue Side Of Town Honky Tonk Angel                           | — | Country4 (20 Wo.)Country |                                            |
| 1989 | Timber I’m Falling In Love Honky Tonk Angel                  | — | Country1 (20 Wo.)Country | eine Woche auf Platz 1 der Country Charts  |
| 1989 | Don’t Toss Us Away Honky Tonk Angel                          | — | Country5 (20 Wo.)Country |                                            |
| 1989 | The Lonely Side Of Love Honky Tonk Angel                     | — | Country6 (26 Wo.)Country |                                            |
| 1990 | On Down The Line                                             | — | Country5 (21 Wo.)Country |                                            |
| 1990 | The Night’s Too Long On Down The Line                        | — | Country20 (20 Wo.)Country |                                            |
| 1991 | Blue Memories On Down The Line                               | — | Country22 (20 Wo.)Country |                                            |
| 1991 | I’m That Kind Of Girl On Down The Line                       | — | Country5 (20 Wo.)Country |                                            |
| 1991 | Hurt Me Bad (In A Real Good Way) Up Against My Heart         | — | Country3 (20 Wo.)Country |                                            |
| 1992 | Send A Message To My Heart Dwight Yoakam: If There Was A Way | — | Country47 (10 Wo.)Country | mit Dwight Yoakam                          |
| 1992 | Can’t Stop Myself From Loving You Up Against My Heart        | — | Country30 (20 Wo.)Country |                                            |
| 1992 | Jealous Bone Up Against My Heart                             | — | Country13 (20 Wo.)Country |                                            |
| 1993 | You Will Only What I Feel                                    | — | Country6 (20 Wo.)Country |                                            |
| 1993 | Nothin’ But The Wheel Only What I Feel                       | — | Country20 (20 Wo.)Country |                                            |
| 1993 | Blame It On Your Heart Only What I Feel                      | — | Country1 (20 Wo.)Country | zwei Wochen auf Platz 1 der Country Charts |
| 1994 | How Can I Help You Say Goodbye Only What I Feel              | — | Country3 (20 Wo.)Country |                                            |
| 1994 | I Try To Think About Elvis When Fallen Angels Fly            | — | Country3 (20 Wo.)Country |                                            |
| 1995 | Here I Am When Fallen Angels Fly                             | — | Country4 (20 Wo.)Country |                                            |
| 1995 | You Don’t Even Know Who I Am When Fallen Angels Fly          | — | Country5 (20 Wo.)Country |                                            |
| 1995 | Halfway Down When Fallen Angels Fly                          | — | Country6 (20 Wo.)Country |                                            |
| 1996 | You Can Feel Bad The Trouble With The Truth                  | — | Country1 (20 Wo.)Country | zwei Wochen auf Platz 1 der Country Charts |
| 1996 | Lonely Too Long The Trouble With The Truth                   | — | Country1 (20 Wo.)Country | eine Woche auf Platz 1 der Country Charts  |
| 1996 | A Thousand Times A Day The Trouble With The Truth            | — | Country13 (20 Wo.)Country |                                            |
| 1997 | The Trouble With The Truth                                   | — | Country15 (20 Wo.)Country |                                            |
| 1997 | She Drew A Broken Heart The Trouble With The Truth           | — | Country4 (20 Wo.)Country |                                            |
| 1997 | You Don’t Seem To Miss Me Long Stretch Of Lonesome           | — | Country14 (20 Wo.)Country |                                            |
| 1998 | Like Water Into Wine Long Stretch Of Lonesome                | — | Country57 (5 Wo.)Country |                                            |
| 1998 | High On Love Long Stretch Of Lonesome                        | — | Country20 (20 Wo.)Country |                                            |
| 1998 | To Have You Back Again Long Stretch Of Lonesome              | — | Country12 (20 Wo.)Country |                                            |
| 1999 | Can’t Get Enough Classics                                    | US96 (4 Wo.)US | Country21 (20 Wo.)Country |                                            |
| 1999 | My Kind Of Woman/My Kind Of Man Vince Gill: The Key          | — | Country27 (20 Wo.)Country | mit Vince Gill                             |
| 2000 | That’s The Kind Of Mood I’m In Strong Heart                  | US71 (14 Wo.)US | Country13 (28 Wo.)Country |                                            |
| 2001 | The Last Thing On My Mind Strong Heart                       | — | Country20 (21 Wo.)Country |                                            |
| 2003 | Lovin’ All Night On Your Way Home                            | US81 (10 Wo.)US | Country18 (20 Wo.)Country |                                            |
| 2004 | On Your Way Home                                             | — | Country29 (20 Wo.)Country |                                            |
| 2004 | I Wanna Believe On Your Way Home                             | — | Country60 (1 Wo.)Country |                                            |

Weitere Singles
- 2005: Keep Your Distance
- 2008: Why Baby Why
- 2009: Busted